# Ermita de San Sebastian (Villavieja)

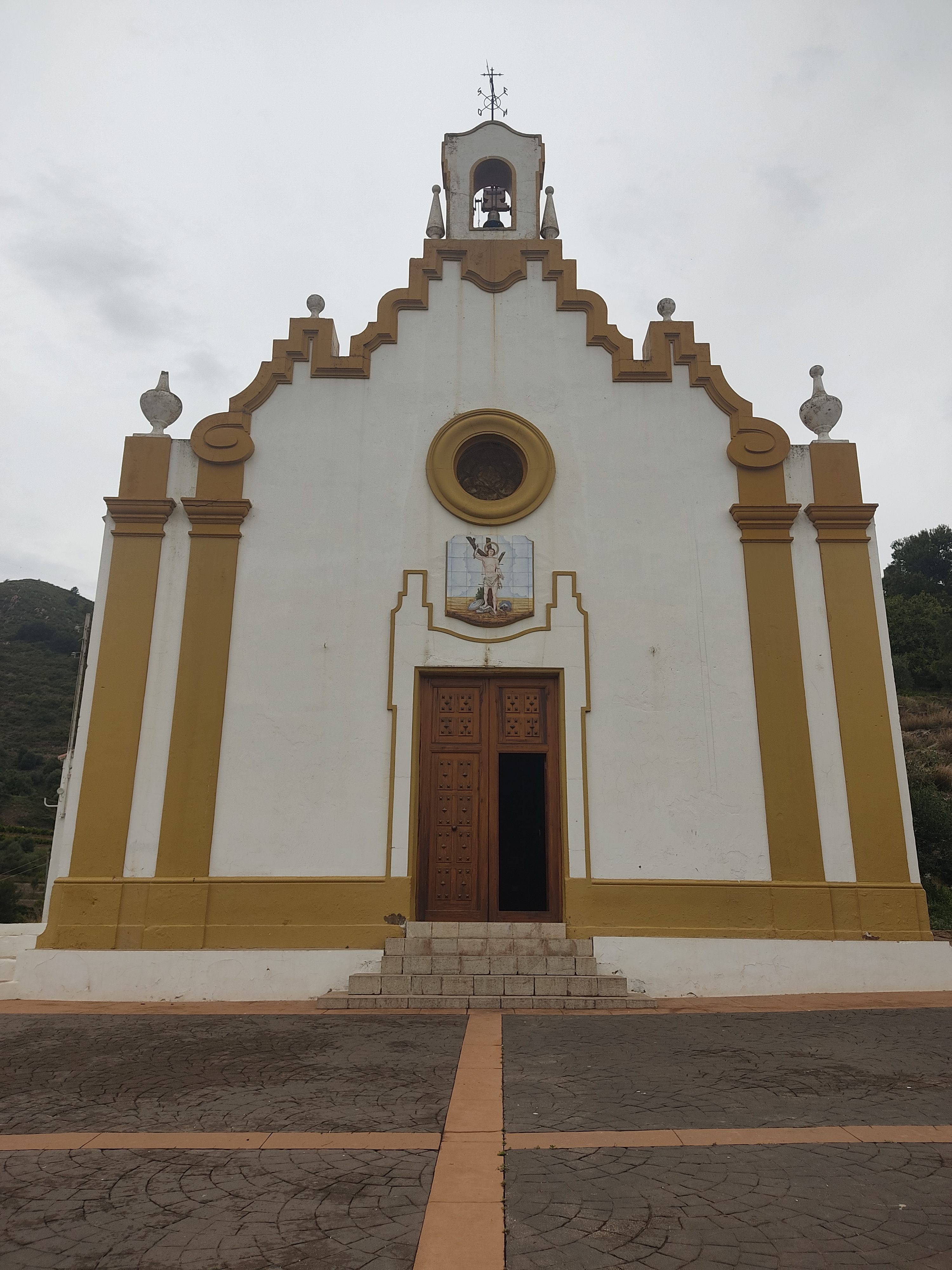

La ermita de San Sebastián es un templo católico, situado cerca del casco urbano de Villavieja, en la comarca de la Plana Baja, al inicio de la Sierra de Espadà, en la misma elevación que coronan las ruinas del antiguo castillo.
La ermita actual, datada del siglo XX (1934-1935), está catalogada, de forma genérica, como Bien de Relevancia Local según la Disposición Adicional Quinta de la Ley 5/2007, de 9 de febrero, de la Generalidad, de modificación de la Ley 4/1998, de 11 de junio, del Patrimonio Cultural Valenciano (DOCV Nº 5.449 / 13/02/2007), con código identificativo: 12.06.136-003.

## Historia
La ermita original, que databa de finales del siglo XVII, estaba más arriba, junto a la fortaleza. Este emplazamiento se debe a que los cristianos en los pueblos conquistados ponían sus ermitas al abrigo y salvaguardia del castillo debido a toda la movilización militar existente. Se cerró al culto debido a unos pleitos entre Villavieja y su vecina Nules. Este cierre para el culto supuso el deterioro de la ermita hasta llegar a quedar en ruinas. Así, en 1750 aproximadamente, se volvió a construir en el mismo lugar. En esta ermita, según la obra de Bernardo Espinalt y García, se celebraba un mercado los lunes. Durante los conflictos bélicos de las guerras de la Independencia y carlistas, la ermita volvió a quedar destrozada.
Con ocasión de haber regalado el Brigadier Ramírez el 15 de noviembre de 1863 una reliquia y reliquiario de plata del mártir activó la voluntad de la reconstrucción. En un breve tiempo se pudo abrir al culto, exactamente el 29 de diciembre de 1864 cuando la bendijo el cura D. Agustín Gombau. El día 26 de ese mismo mes y año se bautizó la campana, regalo de Brigadier D. Manuel Ramírez, poniéndola por nombre Margarita. La ermita está orientada al mediodía, con frontera que consta de puerta ovalada y espadaña. Presenta una cubierta de tejado mora a dos vertientes.
Se conservan fotografías del exterior de esta capilla, dinamitada hacia el 1933 (para utilizar la piedra de la cumbre en la que se levantaba para la construcción del puerto de Burriana), pero, por el momento, solamente una del interior, una tarjeta postal editada por Pasqual Zaragoza (l'Estanguer), impresa en Barcelona por Fototipia Thomas, hacia el 1926.
Es por eso que en 1934, los vecinos de Villavieja deciden volver a construir la ermita, pero esta vez en su actual emplazamiento, que está más cerca del pueblo. Era cura de la parroquia el padre Pasqual Sorigó Vilaplana, y la alcaldía era ostentada por Vicent Vicent Ballester de Robres.Como el archivo municipal fue quemado el año 1936 muchos detalles del bastimento de la nueva ermita nos son desconocidos. Sí que sabemos, así mismo, que su construcción fue financiada, en buena parte, por Benito Olidén, el empresario que gestionaba la pedrera anteriormente mencionada. Además, fueron obreros de su compañía los que participaron en la construcción.
La autoría de la ermita fue un incógnito durante muchos años, pero el 15 de marzo de 2016, el historiador de Xilxes Ferran Valls Planes descubrió que el arquitecto fue  Lluís Costa Serrano. La vida y obra del arquitecto Costa aún está por escribir. Así mismo, podemos apuntar que durante la II República ejercía como arquitecto municipal de Villavieja.

## Descripción
La ermita se proyectó en un estilo que podríamos denominar neobarroco, de una sola nave dedicada a su patrón. El interior fue radicalmente alterado durante la reforma inaugurada el 20 de enero de 1974. Se construyó una sacristía, un altar nuevo y se suprimió el coro.

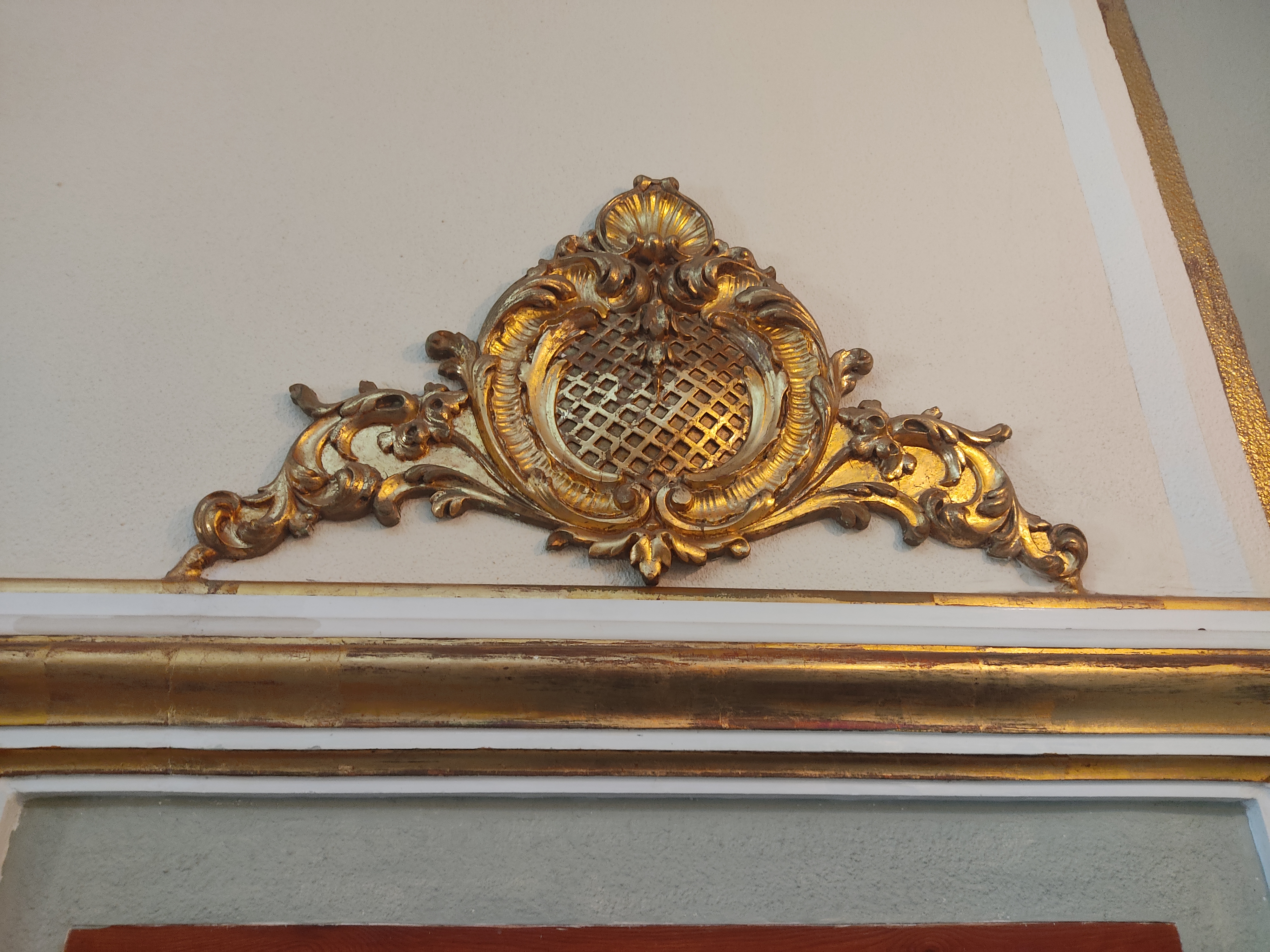
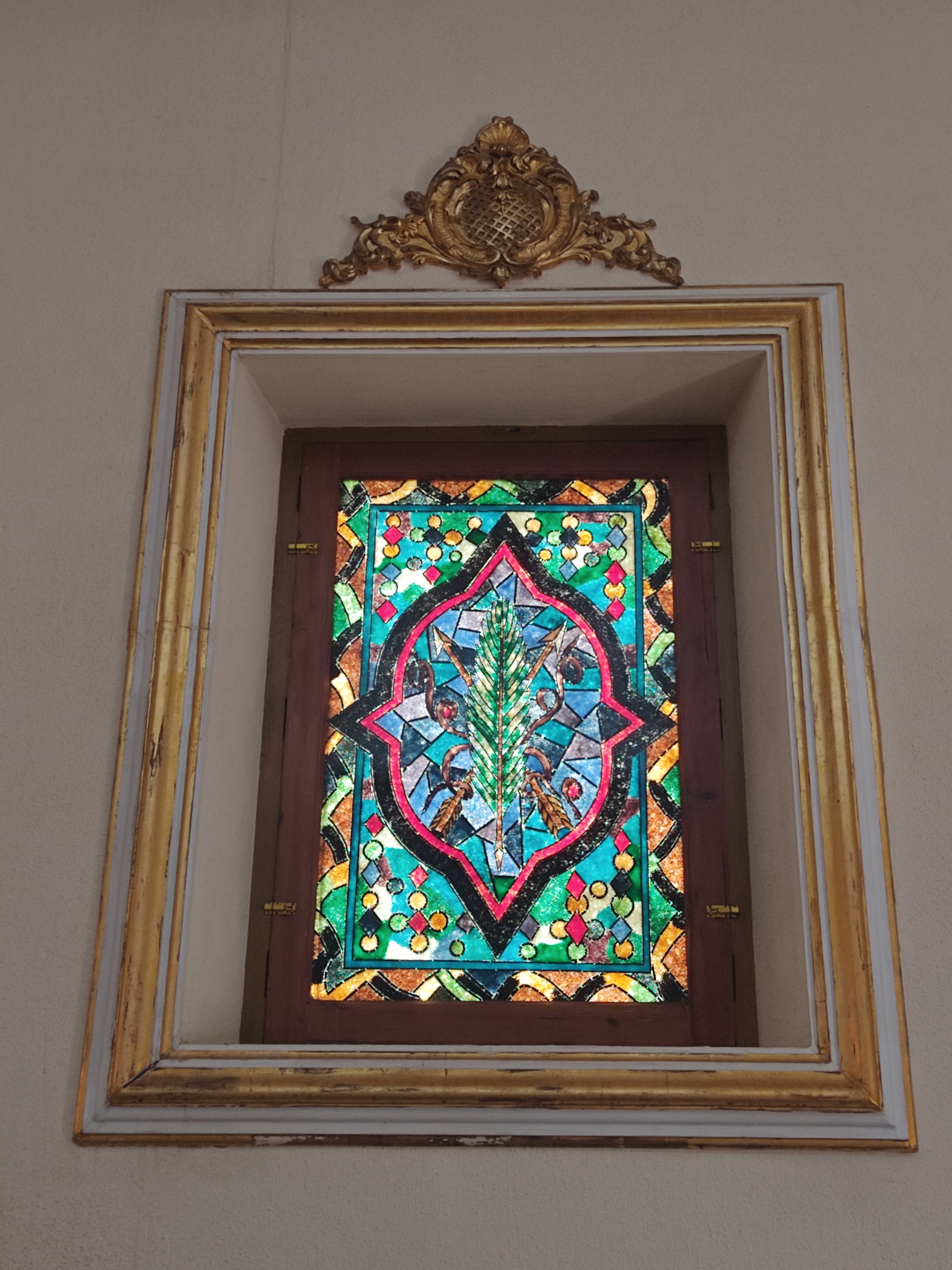
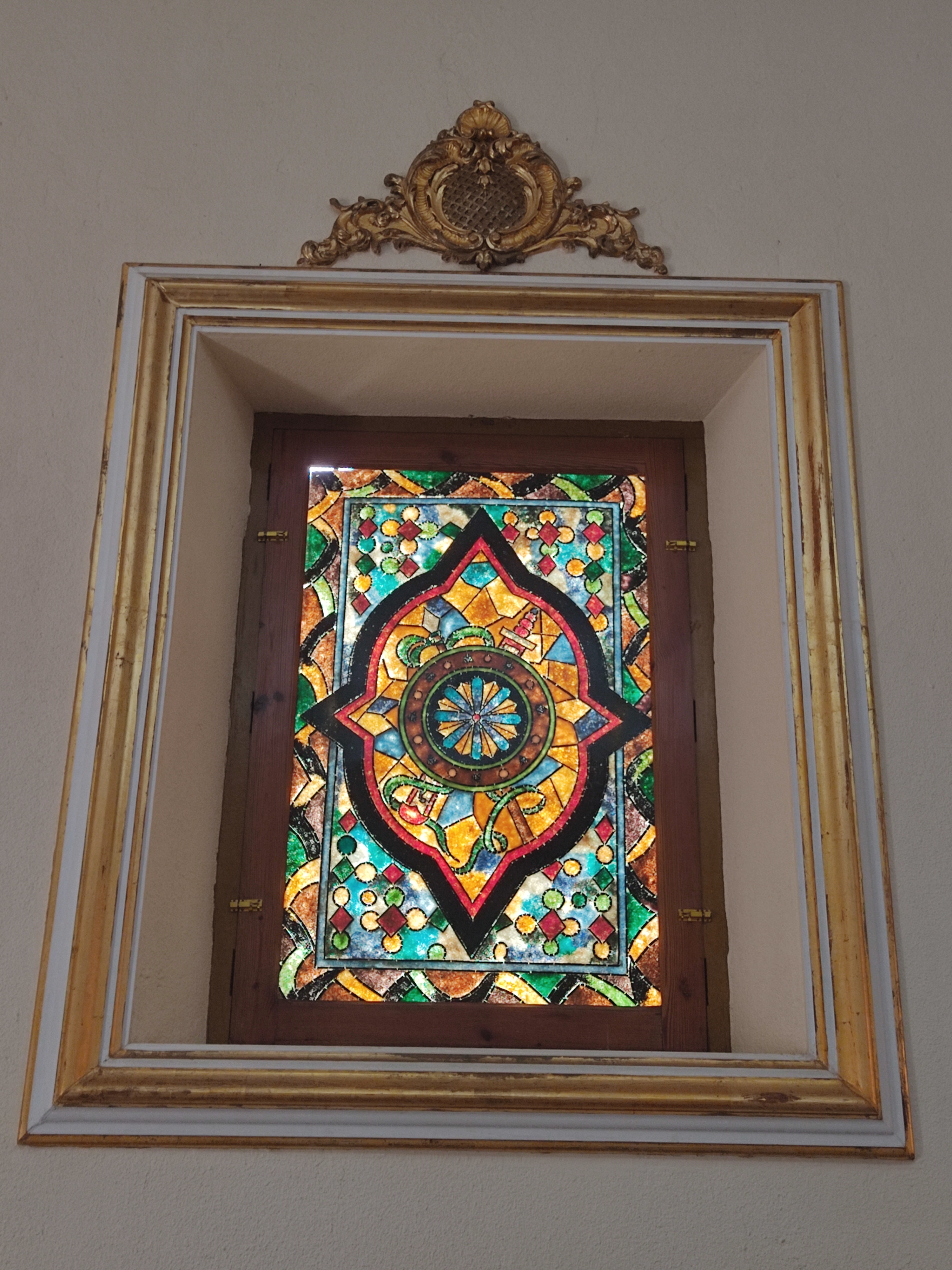
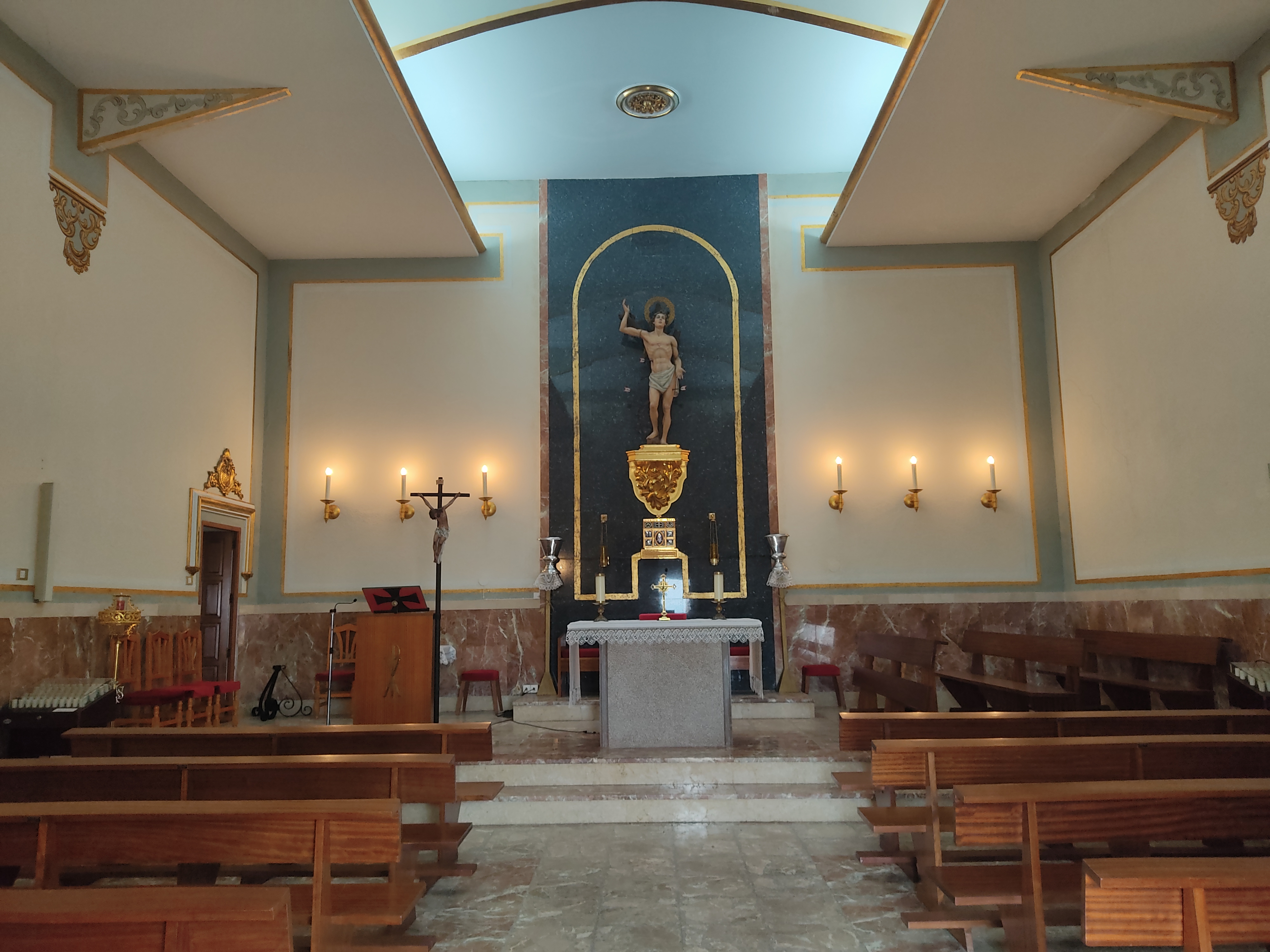
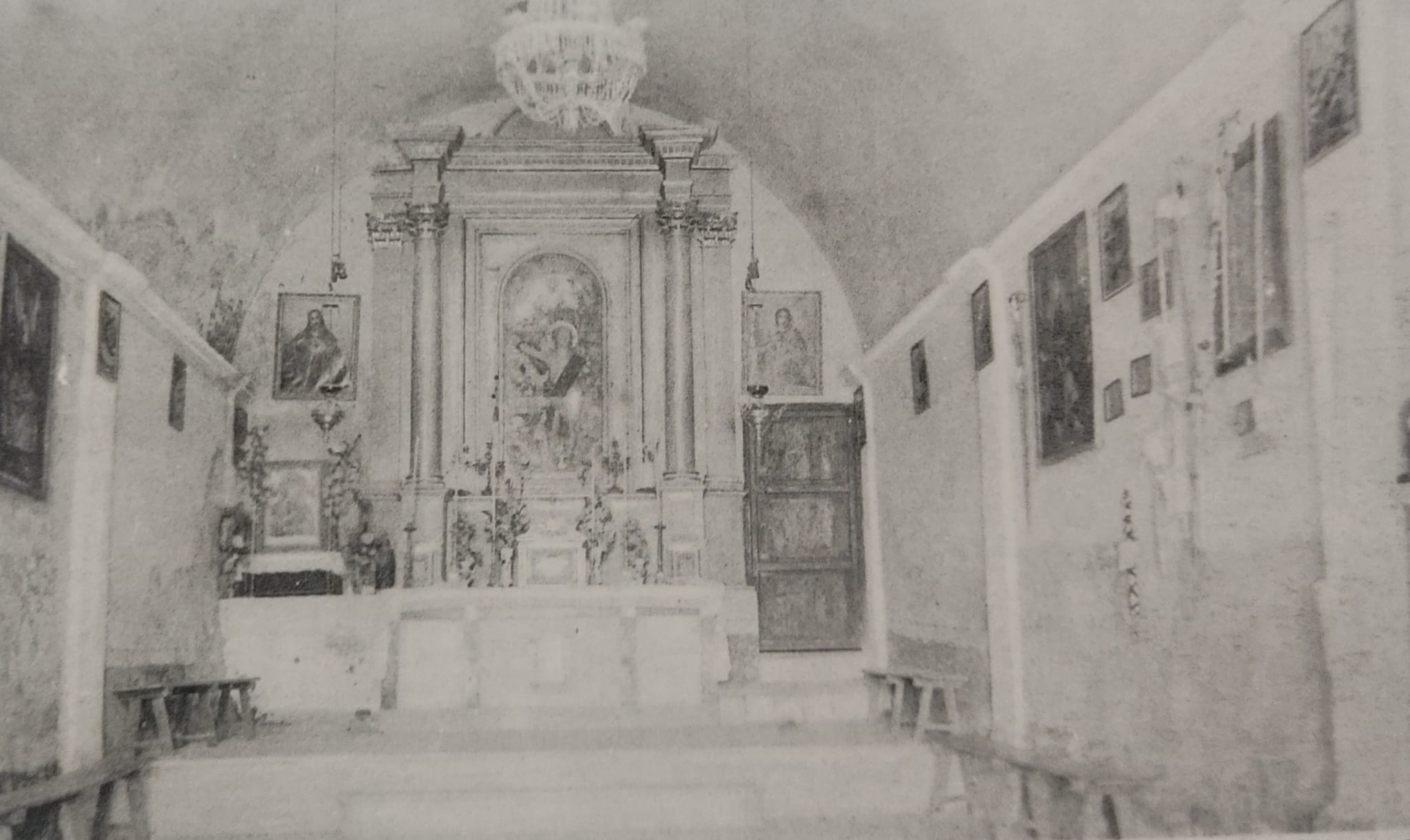

La fachada se presenta con paredes blancas y detalles resaltados en color ocre. También cuenta con un gran óculo redondo, y está rematada con una cornisa mixtilínea adornada con jarrones y sobre el cual se levanta una espadaña, también de estilo mixtilíneo con arco de medio punto. A los laterales está decorada con unas molduras, y está rematada por una cruz con panel. La espadaña cuenta con un vacío para una sola campana.
Para acceder, en el centro hay que subir una corta escalinata de piedra, en la cual se nos presenta la puerta principal que está adintelada y presenta dos hojas de madera.
La campanilla original estaba instalada con cerda de hierro de Manclús, que se cree es obra del fundidor Vicente Domingo Roses, hecho en los años 20 del siglo XX,  y mecanizada con motor de vuelo continuo; con cable de seguridad del badajo que pasaba por un agujero de uno, salvo que presentaba la campana en medio, lo cual afectaba la sonoridad del bronce. Por eso cuando se realizó la restauración de la campana entre diciembre de 2015 y enero de 2016, la campanilla se instaló con cerda de hierro, se reposó el yugo de madera y mecanizó la campana con un motor de impulsos.
Por otro lado, en la decoración en la parte exterior, la ermita cuenta con cuatro pilastras decorativas con capiteles de orden toscano y una voluta en las pilastras interiores, todo de color ocre. La puerta tiene una línea que hace de marco mixtilíneo, al igual que el marco del óculo. Entre el marco de la puerta y del óculo hay una imagen conmemorativa en San Sebastián hecha con mostrador.
En el interior, arriba de las ventanas y de la puerta de entrada al sagrario hay una decoración hecha probablemente con madera y revestida con dorado. Ésta reproduce parte del escudo de los Centelles, familia noble y señores del municipio y del castillo. Se le añade una concha en la parte superior, que simboliza el nacimiento y la eternidad.
La ventana que está a la derecha, en medio representa una hoja de esparto, cruzando por detrás suya dos flechas, que simboliza una parte del escudo de Villavieja y el oficio que tanto se ha trabajado en este pueblo.
Está sobre un fondo de colores azules y verdes. Está enmarcado por un cilindro con líneas rojas y negras donde tienen una punta en los cuatro lados. En el exterior hay una decoración de círculos y rombos de colores rojo, amarillo, verde y azul sobre fondo turquesa y azul, enmarcado por un rectángulo color turquesa. La ventana de la izquierda es igual, pero cambia el dibujo. Esta vez se representa un escudo redondo donde detrás se le cruza una espada enfundada y un hacha con la hoja y filacterias verdes.
El escudo tiene una estrella de diez puntas de color amarillo y amarillo oscuro alternativamente. Arriba de la estrella hay una margarita con pétalos azules y estigma rojo. El fondo del escudo es negro. La línea circular más grande es de color marrón con redondos simulando la parte exterior de los clavos de un color marrón más oscuro y la estrella de David de color verde. Tiene dos líneas circulares verdes a cada lado.

## Usos
San Sebastián es el patrón de Villavieja, de forma que la ermita es donde se realiza los cultos solemnes durante las fiestas patronales de esta localidad, que tienen lugar después de la tradicional romería que sale desde las calles del casco urbano.
La ermita es el centro de la festividad del Santo, momento en el que se sube desde el pueblo en procesión llevando la reliquia sagrada. Allí se honra al Santo con una ceremonia litúrgica y terminada esta vuelven al pueblo cantando el himno de San Sebastián.